# 深圳排放权交易所
深圳排放权交易所是由深圳联合产权交易所依据深圳市人民政府四届一四八次常务会议的精神，主导发起成立的从事温室气体排放权、污染物排放权和减排量等环境权益登记和交易的有限责任公司，以实现中国在哥本哈根会议上的减排承诺，配合实现深圳市国家低碳试点城市建设的发展战略。
以创新性的排放权益类证券化交易为核心，以排放权益的登记、碳项目的募集、碳基金的发起、基于VER的低碳发展联盟为基础，依托先进的交易制度、交易系统和交易模式，为低碳经济发展、环境保护和节能减排的国家战略和国际目标提供市场机制，实现排放权交易的市场领先地位。